# Krasińscy (gałąź białoruska)
Krasińscy (gałąź białoruska) – ród szlachecki używający herbu Ślepowron i – raczej niesłusznie – utożsamiany z Krasińskimi z Krasnego.
Bazyli Krasiński był chorążym smoleńskim (1676-1680).
Stanisław Krasiński był w 1699 właścicielem Mikulina, a w 1703 nabył Uświejkę. żył jeszcze w 1709. Jego synami byli: Tomasz, Andrzej i Felicjan, którzy w 1717 dokonali podziału wspomnianych dóbr.
Synami Andrzeja (syna Stanisława) byli: Antoni, Michał i Jan.
Synami Antoniego byli Ignacy i Szymon. Michał miał z Antoniną Dzierżyńską: Józefa, Wawrzyńca, Antoniego, Jana, Mikołaja, Kazimierza, Leona i Wincentego. Józef (syn Michała, ochrzczony w 1763) był dziedzicem Józefówki w powiecie mozyrskim i sędziom granicznym mozyrskim (1805-1807). Ze swą żoną Anielą, córką Stanisława Pancewicza, miał czterech synów: Karola, Pankracego Stanisława, Kwiryna Antoniego (ur. 1804, zm. przed 1833) i Leona Andrzeja.
Karol (syn Józefa, urodzony 1795) był asesorem sądu ziemskiego mozyrskiego (1837). Z Justyną z Chociatowskich miał: Benignę (ur. 1822), Mamerta (ur. 1824), Norberta Paulina (ur. 1825), Wilhelminę (ur. 1826) i Józefa Wawrzyńca (ur. 1830).
Pankracy Stanisław (syn Józefa, ur. 1797) był deputatem wywodowym guberni mińskiej. Z żoną Marianną Niekraszewiczówną miał: kajetana (ur. 1825), Eleonorę (ur. 1827) oraz Andrzeja Korsyna Alfonsa (ur. 1829).
Leon Andrzej (syn Józefa, ur. 1806) był żonaty z Anielą Chociatowską. Ich synami byli:
Lucjan (1830) i Wiktor Faustyn (ur. 1833).
Antoni (syn Michała) miał z Paszkiewiczówną: Józefa, Stanisława, Juliannę i Karolinę.
Dziećmi Jana (syna Andrzeja) byli: Mikołaj, Kazimierz, Leon i Wincenty. Tenże Wincenty, żonaty z Anielą Świbłówną, miał syna Antoniego i córkę Mariannę.
Z kolei synami Felicjana (syna Stanisława) byli: Szymon, Ignacy i Michał. Ignacy miał z Agatą z Trzaskowskich syna Adama i córkę Józefę.